# Methanosarcina acetivorans
A Methanosarcina acetivorans a Methanosarcinaceae családba tartozó metántermelő Archaea faj. Az archeák – ősbaktériumok – egysejtű, sejtmag nélküli prokarióta szervezetek.
A Methanosarcina acetivorans sokoldalú metántermelő mikroorganizmus, változatos környezetekben él, például olajkutakban, hulladéklerakóban, mélytengeri hidrotermális kürtőknél, és a hínárágy alatti oxigénhiányos üledékben. Ez a faj (és a Methanosarcina nem többi tagja) a baktériumok között egyedülálló módon a metánképzés mindhárom anyagcsereútját képesek alkalmazni. Mint a Methanosarcina nem többi tagja képes többsejtű telepekben nőni és sejtdifferenciálódást mutat, ami egyedülálló az archeák között. A genomja a legnagyobb ismert archaea genom.
James Ferry és Christopher House 2006-ban felfedezték, hogy egy korábban ismeretlen anyagcsereutat is használ, hogy a szén-monoxidot metánná és ecetsavvá metabolizálja a jól ismert foszfotranszacetiláz (PTS) és a acetát-kináz (ACK) enzimek segítségével. Ez szerintük talán az ősi mikrobák által használt első anyagcsereút lehet.
Ugyanakkor vas-szulfidot tartalmazó ásványok jelenlétében (amelyek az ősi környezetre lehettek jellemzőek), az ecetsavat kéntartalmú acetát-tioészterré konvertálja. A fenti enzimek segítségével az ősi baktériumok az acetát-tioészter ecetsavvá való visszaalakításával kémiai energiához juthattak adenozin-trifoszfát formájában. Az ACK közvetlenül is képes katalizálni az ATP szintézisét. Az ATP generálásának egyéb módszerei jóval bonyolultabbak, több enzim közreműködését és membránokon keresztüli ionáramlásokat igényelnek.

## Fordítás
- Ez a szócikk részben vagy egészben  a   Methanosarcina acetivorans című angol Wikipédia-szócikk ezen változatának fordításán alapul.  Az eredeti cikk szerkesztőit annak laptörténete sorolja fel. Ez a jelzés csupán a megfogalmazás eredetét és a szerzői jogokat jelzi, nem szolgál a cikkben szereplő információk forrásmegjelöléseként.